# Mercedes-Benz M273 (двигатель)
Mercedes-Benz M273 (код 273.9XX) — семейство бензиновых V-образных восьмицилиндровых поршневых двигателей внутреннего сгорания от компании Mercedes-Benz, представленных в сентябре 2005 года. Является наследником серии М113. Первая версия дебютировала на автомобиле S-класса и впоследствии устанавливалась на моделях E-, S-, CLS-, R-, CL-, SL- и CLK-классов, а также внедорожниках серий ML, GL и G.
Двигатель предназначался для моделей с рыночным индексом 500 и 550 (в зависимости от рынка).

## История
Двигатель Mercedes-Benz M273 дебютировал на автомобиле S-класса осенью 2005 года. При создании двигателя М273 Е55 за основу был взят шестицилиндровый М272 Е35, блок цилиндров которого был доработан под конфигурацию V8, увеличились в диаметре цилиндры, установлен длинноходный коленчатый вал, межцилиндровое расстояние осталось прежним — 106 мм.
В 2010 году компания Mercedes-Benz представила новое поколение V8 М278 и первая модель из данного семейства М278 DЕ46 AL предназначалась для замены 5.5-литрового М273 Е55.

## Описание
Mercedes-Benz M273 представляет собой атмосферный четырёхтактный бензиновый двигатель в конфигурации V8. Он обладает улучшенной системой впуска, повышенной отдачей, улучшенными экологическими показателями и экономичностью по сравнению со своими предшественниками. Угол развала блоков составляет 90°. Блок цилиндров двигателя с усиленными колпачками подшипников (весом 33 кг) выполнен из алюминиевого сплава, шатуны и коленчатый вал из кованой стали. Газораспределительный механизм — DOHC, 4 клапана на цилиндр, с независимой регулировкой фаз газораспределения для впускных и выпускных клапанов. Во впускных каналах установлены вихревые заслонки. Степень сжатия — 10,7:1. Впускной коллектор выполнен из алюминиево-магниевого сплава.
В отличие от Mercedes-Benz M272 на M273 за ненадобностью отсутствует балансировочный вал. Привод ГРМ цепной. Блок управления двигателем Bosch ME9 с двумя микроконтроллерами (56 МГц, 2 МБ флэш-память). Как и на двигателе Mercedes-Benz M272 установлена новая система охлаждения с электронным управлением, устранившая необходимость в механическом термостате. Масса в соответствии с DIN 70020a равняется 187 кг.
Выпускался в двух вариантах: KE 46 и KE 55. Мощность двигателя варьируется от версии в диапазоне от 250 кВт (335 л. с.) до 285 кВт (388 л. с.). 90 % максимального крутящего момента доступно уже при 2000-5600 об/мин. Выбросы вредных загрязняющих веществ соответствуют экологическим нормам стандарта Евро-6. Рекомендуемое топливо — АИ-95.

### KE46
Версия KE46 обладает рабочим объёмом в 4663 см3 и генерирует мощность в 250 кВт (335 л. с.) при 6000 оборотов в минуту. Крутящий момент составляет 460 Н·м при 2700-5000 об/мин. Диаметр цилиндров равен 92.9 мм, ход поршня — 86 мм.
Применялся на автомобилях GL450, S450 и ML450.

### KE55
Версия KE55 обладает рабочим объёмом в 5461 см3 и генерирует мощность в 285 кВт (382 л. с.) при 6000 оборотов в минуту. Крутящий момент составляет 530 Н·м при 2800-4800 об/мин. Диаметр цилиндров равен 98 мм, ход поршня — 90.5 мм.
Применялся на автомобилях E500/E550, CL500/CL550, CLS500/CLS550, GL500/GL550, ML500/ML550, S500/S550, CLK500/CLK550.

### Технические характеристики

#### M273 KE46
| Устанавливался на                                                                | Автомобиль | Годы выпуска |
| -------------------------------------------------------------------------------- | ---------- | ------------ |
| Рабочий объём: 4663 см3, мощность: 250 кВт (340 л. с.), крутящий момент: 460 Н·м |            |              |
| GL450                                                                            | X164       | 2006-2012    |
| S450                                                                             | W/V 221    | 2006-2010    |

#### M273 KE55
| Устанавливался на                                                                | Автомобиль | Годы выпуска |
| -------------------------------------------------------------------------------- | ---------- | ------------ |
| Рабочий объём: 5461 см3, мощность: 285 кВт (388 л. с.), крутящий момент: 530 Н·м |            |              |
| ML500                                                                            | W164       | 2007-2011    |
| GL500                                                                            | X164       | 2006-2012    |
| E500                                                                             | C/A 207    | 2009-2011    |
| CLK500                                                                           | C/A 209    | 2006-2010    |
| E500                                                                             | W/S 211    | 2006-2009    |
| E500                                                                             | W/S 212    | 2009-2011    |
| CL500                                                                            | C216       | 2006-2010    |
| CLS500                                                                           | C219       | 2006-2010    |
| S500                                                                             | W/V 221    | 2005-2011    |
| SL500                                                                            | R230       | 2006-2011    |
| R500                                                                             | W/V 251    | 2007-2014    |
| G500                                                                             | W463       | 2008-2015    |